# Salvia sigchosica
Salvia sigchosica là một loài thực vật có hoa trong họ Hoa môi. Loài này được Fern.Alonso mô tả khoa học đầu tiên năm 2006.